# SoftBank 912SH
SoftBank 912SH（ソフトバンク きゅういちにエスエイチ）は、シャープが開発しソフトバンクモバイルが販売するW-CDMA通信方式の携帯電話端末。「AQUOSケータイ」の一機種。
通称は「AQUOSケータイ 3rd MODEL」。
2007年6月9日発売。
後継機種は、AQUOSケータイ 4th MODELのSoftBank 920SH、2007年（平成19年）11月19日発売。

## 特徴
- SoftBank 905SH、SoftBank 911SHに次ぐ3代目AQUOSケータイに位置づけられ、ボディにはエッジのない平面で構成されたミニマリズムデザインを採用。裏面はマット仕上げ。
- 3インチワイドVGA、26万色表示のモバイルASV液晶を搭載。また、NTTドコモやauでも3インチワイドVGA液晶を搭載する携帯電話（W52TやN904iなど）が登場されてきたが、消費電力やレスポンスの事情から、一部を除くGUIはQVGAの拡大が表示されていた。しかし、本機はムービー再生を除く全ての画面においてWVGA表示が可能である。（ムービー再生はVGA表示まで）
- メインメニューをはじめ、メール・アドレス帳・スケジュールなどのほとんどの画面でサイクロイド機構による横画面表示が可能。
- ワンセグについてはマルチジョブの横画面での表示にも対応するなど「ながら機能」が強化され、Bluetoothでのワイヤレス再生やタイムシフト再生など使い勝手も強化。大容量バッテリーと省電力技術により最長5時間20分の連続視聴が可能。
- カメラは911SHの200万画素CMOSから、手ぶれ補正付き320万画素CCDへ進化。パノラマ撮影も可能。
- PCサイトブラウザに対応し、横画面でパソコンの画面のようにPC向けのサイトを閲覧できる。高精細液晶により表示できる領域も増え、下り3.6MbpsのHSDPA方式「3Gハイスピード」にも対応。よりPCライクな操作性をサポートする。一方、キャリア側では読み込み容量を最大500KBと制限しているため表示できないサイトも多い。解決策としてサードパーティー製のアプリ版（jigブラウザなど）を利用するという方法があるが、マルチジョブ、画面の回転連動に対応しない。
- ステレオスピーカーを搭載。ヤマハのサラウンド技術を採用し、臨場感あるサウンドでワンセグやミュージックプレイヤー、効果音などを楽しめる。
- microSDに録画したワンセグ動画をパソコンで再生するためのソフト SD-MobileImpact V1.0を付属している。2008年5月現在、開発元であるパナソニックのサイトより、V1.5へのアップデートプログラムが入手可能である。CM検出などの機能が追加された。
- バッテリー容量は1000mAhと現行の国内携帯の中ではトップクラスの大容量であり、総じて持ちがよい。しかしその分前モデルの911SHより厚みが増し、重量級となった。
- これより932SHの発売される約二年の間、サイクロイド機で、CCDカメラ、インカメラ、ステレオスピーカーを搭載した機種は発売されず、バッテリーの持ちの良さもあり、ヘビーユーザーに人気が高かった。

## 主な機能・サービス
- ミュージックプレイヤー
- Bluetooth
- 赤外線通信（IrDA）(高速赤外線対応)
- マイ絵文字
- フィーリングメール
- カスタムスクリーン
- バイリンガル
- QRコード読み取り・作成
- ドキュメントビューア（Microsoft Word（.doc）・Microsoft Excel（.xls）・Microsoft PowerPoint（.ppt）・PDFデータ（.pdf）のみ。）
- 顔認証機能
- 国際ローミング非対応

| 主な対応サービス   | 主な対応サービス | 主な対応サービス | 主な対応サービス |
| ------------------ | ---------------- | ---------------- | ---------------- |
| サークルトーク     | ホットステータス | Yahoo!mocoa      | S!ループ         |
| S!タウン           | ライブモニター   | S!CAST           | S!FeliCa         |
| S!ケータイ動画     | PCサイトブラウザ | 電子コミック     | S!アプリ         |
| 着うたフル／着うた | アレンジメール   | S!アドレスブック | 3Gお天気アイコン |
| レコメール         | TVコール         | 国際ローミング   | S!GPSナビ        |
| デルモジ表示       | ワンセグ         | 3G ハイスピード  | おなじみ操作     |

## その他
- 発売後数回のソフトウェア更新が行われているが、不具合の修正ではなく、内容は公式には明らかにされていない。一説には、｢ワンセグの電波状況改善｣や「ピクチャーのサムネイル表示速度の高速化」などが挙げられている。
- この機種は後継機種である｢920SH｣やその低価格版である「822SH」と消費者が混乱しないように、ほとんど値引きされる前にケータイショップやカタログから姿を消してしまったことでも知られている。